# Panicum beyeri
Panicum beyeri är en gräsart som beskrevs av Charles Leo Hitchcock och Erik Leonard Ekman. Panicum beyeri ingår i släktet vipphirser, och familjen gräs. Inga underarter finns listade i Catalogue of Life.